# Canato da Mongólia
O Canato da Mongólia ou Mongólia Autônoma ou Mongólia de Bogd Cã foi o período entre 1911 a 1924, com um interregno entre 1919 e 1920, durante o qual a Mongólia foi um canato independente sob a forma de governo teocrático.
Em 29 de dezembro de 1911, os Khalkhas da Mongólia Exterior declararam sua independência da Dinastia Chingue, e instalaram um líder teocrático, o 8ª Jebtsundamba Khutuktu, como Bogd Cã ou "Santo Imperador". Isto marcou o início do período do Canato de Bogd ou Mongólia Teocrática.
Três correntes históricas trabalharam durante este período. A primeira foi a dos mongóis que se esforçaram para formar um estado independente e teocrático que abraçaria a Mongólia Interior, Barga (também conhecido como Hulunbuir), e Tannu Uriankhai ("pan-Mongólia"). A segunda foi a determinação da Rússia czarista para atingir um duplo objetivo de estabelecer a sua própria esfera de influência no país, mas, ao mesmo tempo garantir a autonomia da Mongólia, não uma independência, dentro do Estado chinês. O terceiro foi o último sucesso dos chineses com a eliminação da autonomia e restauração da soberania do país.

## Revolução Nacional Mongol de Libertação de 1911
Em 2 de fevereiro de 1913, o Canato de Bogd enviou cavalarias mongóis para libertar a Mongólia Meridional da China. A Rússia se recusou a vender armas para o Canato de Bogd e o czar russo Nicolau II chamou-o como "O Imperialismo Mongol". 10.000 cavaleiros da Mongóis e sul-mongóis libertaram quase todo o sul da Mongólia, no entanto, o Exército mongol recuou devido à falta de armas em 1914. A Mongólia perderia o seu território do sul, em 1915.